# جوزيف آرثر بادواي
جوزيف آرثر بادواي (1891-1947) كان محاميا نقابي في الولايات المتحدة. وقد ولد في ليدز في انكلترا. انتقل إلى أمريكا في عام 1905 واستقروا في ميلووكي ، ويسكونسن. أصبح محاميا في 1912. انتخب لعضوية مجلس الشيوخ ويسكونسن في عام 1925 عن مرشح للحزب الاشتراكي أمريكا. بعد عام 1927 أصبح المرتبطة الجمهوريين التقدميين.